# CESSI
CESSI se refiere a la Cámara de la Industria Argentina del Software de Argentina. Agrupa a las empresas y entidades nacionales dedicadas al desarrollo, producción, comercialización e implementación de software y todas las variantes de servicios informáticos.
La cámara mantiene un rol activo en instituciones a nivel nacional e internacional, entre las cuales se destacan:
En Argentina
- la Unión Industrial Argentina (UIA),
- el Instituto para el Desarrollo Empresarial de la Argentina (IDEA),
- la Unión Industrial de la Provincia de Buenos Aires (UIPBA),
- la Cámara Argentina de la Mediana Empresa (CAME) y
- cámaras binacionales

.
A nivel regional
CESSI integra el CFESSI (Consejo Federal de Entidades Empresariales de la Industria del Software y los Servicios Informáticos), donde interactúa con polos, clústers y asociaciones.
En el exterior: CESSI forma parte de la WITSA (World Information Technology and Services Alliance), la Federación Latinoamericana, del Caribe y España de Entidades de Tecnologías de la Información (ALETI) y del G20 ICT Policy Network.

## Historia
En abril de 1982 se creó la CES (Cámara de Empresas de Software). Ocho años más tarde, el 30 de julio de 1990, tras la fusión de CES con la CAESCO (Cámara Empresaria de Servicios de Computación), surgió la CESSI (Cámara de Empresas de Software y Servicios Informáticos), que nuclea a grandes, medianas y pequeñas empresas del sector informático.
Desde entonces, CESSI acompaña la evolución del mercado de TI argentino y mundial.

## Premios Sadosky
En homenaje a Manuel Sadosky (1914-2005), ilustre científico argentino considerado por muchos como el padre de la computación en la Argentina, CESSI creó en 2005 los Premios Sadosky para premiar a iniciativas, proyectos y empresas destacadas en el área IT.